# 云梦龙属
雲夢龍屬（屬名：Yunmenglong）是蜥腳下目多孔椎龍類的一屬恐龍，來自中國河南省汝陽盆地的的郝岭組，年代為白堊紀早期之末。模式種汝陽雲夢龍（Yunmenglong ruyangensis）由呂君昌等人於2013年根據不完整的顱後骨骼所敘述。雲夢龍與盤足龍、橋灣龍、長生天龍有許多共同特徵，而系統發生學研究將牠列為橋灣龍的姊妹分類單元，並與長生天龍一同位於比盤足龍更進階、但比泰坦巨龍類基礎的位置。雲夢龍代表著中原地區第一個長頸蜥腳類的記錄。

## 體型
雲夢龍是種巨型蜥腳類，完整的右股骨長192公分及遠端寬65公分，可媲美另一種巨型中國蜥腳類扶綏龍。2016年葛瑞格利·保羅估計20公尺長及30噸重。2020年Molina-Pérez和Larramendi給出了較大的估計值27公尺長及29噸重。